# Cercle de pierres de Porlock
Le cercle de pierres de Porlock est un édifice mégalithique situé dans la commune d'Exmoor, près du village de Porlock, dans le comté de Somerset, dans le sud-ouest de l'Angleterre.

## Contexte
Ce cercle de pierres levées fait partie d'une tradition architecturale qui s'est répandue dans une grande partie de l'Europe atlantique au cours du Néolithique et jusqu'au début de l'Âge du bronze, entre environ 4000 et 1500 av. J.-C. Le but de ces édifices demeure inconnu, bien que les archéologues émettent l'hypothèse que les pierres pouvaient représenter des entités surnaturelles.